# 国際復興開発銀行
国際復興開発銀行（こくさいふっこうかいはつぎんこう、International Bank for Reconstruction and Development, IBRD）は、第二次世界大戦後の各国の経済面での復興を援助するために設立された、本部をワシントンD.C.に置く国際金融機関。現在では世界銀行グループの一員である。一般に世界銀行という場合に本行を指すことがある。

## 概要
1944年のブレトン・ウッズ協定によって設立が決まり、1946年に業務を開始、1947年からは国連の専門機関となった。
第二次世界大戦によって荒廃した、ヨーロッパなど戦勝国を中心に復興資金を援助するために設立された。貸付条件は緩く、長期融資で、無償か、または贈与率が高い。当初対象にしていた国々が復興を果たした現在では、主に開発途上国が対象になっている。
IMFとは違い、プロジェクト単位の融資を行うことが多く、便宜上民間機関へ貸付を行うこともある。
資金源は、世界銀行債券（IBRD債）が多くを占めている。このほかに、加盟国の出資金などもあるが、割合は低く、むしろ世界銀行債が投資家に返済できなくなった場合の保証の意味合いが強い（実際に債務不履行に陥ったことは今までにない）。